# La Traque (film, 1975)
Pour les articles homonymes, voir La Traque.
Pour plus de détails, voir Fiche technique et Distribution.
La Traque est un thriller italo-français réalisé par Serge Leroy, sorti en 1975.

## Synopsis
Helen Wells (Mimsy Farmer), une jeune Anglaise venue en Normandie pour louer une maison isolée en forêt, rencontre un groupe de chasseurs qui s'apprêtent à une battue au sanglier. Ces sept hommes, issus de la bonne société locale, sont liés par des relations d'intérêts croisées. Lors de la chasse, les grossiers frères Danville, Albert et Paul (Jean-Pierre Marielle et Philippe Léotard), croisent à nouveau par hasard la jeune femme, et subitement, Paul, aidé de son frère, la viole, en présence du timide Chamond (Michel Robin). Ce dernier ayant oublié son fusil, Paul va le rechercher : Helen, saisissant la carabine, parvient à blesser mortellement Paul avant de prendre la fuite dans les bois, poursuivie par Albert qui lui propose un mutuel silence. Sur le refus de la jeune femme, il lui tire dessus. Les autres, après avoir rejoint Albert, acceptent non sans réticence d'étouffer cette sale affaire, car certains sont redevables à Albert à propos d'un autre crime étouffé, tandis que la jeune femme par peur cherche à s'enfuir à tout prix. Elle est finalement piégée dans les étangs, cernée par la bande de chasseurs, et, comme une bête blessée, elle appelle au secours, mais meurt noyée. Les hommes se retrouvent autour du cadavre de Paul, et s'arrangent sur une même version, tout en veillant à ce que la vérité ne remonte pas à la surface. La discussion s'achève sur une réplique : « Nous ne sommes pas des gens facilement soupçonnables ». Après l'enterrement, le film s'arrête sur un plan de l'étang, à l'aube.

## Fiche technique
Sauf indication contraire, les informations mentionnées dans cette section peuvent être confirmées par la base de données cinématographiques Unifrance,  présente dans la section « Liens externes ».
- Titre original français : La Traque
- Titre italien : Il sapore della paura
- Réalisation : Serge Leroy, assisté de Jean-Pierre Vergne
- Scénario et dialogues : André-Georges Brunelin
- Photographie : Claude Renoir
- Montage : François Ceppi
- Musique : Giancarlo Chiaramello
- Production : Eugène Lépicier, Claire Duval, Édouard Garrouste[1]
- Sociétés de production : Filmel, Orphée Productions, PECF, Produzione Intercontinentale Cinematografica (PIC)
- Pays de production :  France,  Italie
- Langue : français
- Format : couleur - Mono - 35 mm
- Genre : thriller
- Durée : 95 minutes
- Dates de sortie :
  - France : 14 mai 1975
  - Italie : 1er mars 1976
- Classification : 
  - France : Interdit aux moins de 12 ans
- Affiche : René Ferracci (France)

## Distribution
- Mimsy Farmer : Helen Wells, jeune universitaire de Caen
- Jean-Luc Bideau : Philippe Mansart, gendre d'un sénateur, ambitionnant un mandat électif
- Michael Lonsdale : David Sutter, riche propriétaire terrien
- Michel Constantin : Le capitaine Nimier, ancien militaire, concessionnaire automobile
- Jean-Pierre Marielle : Albert Danville, ferrailleur
- Philippe Léotard : Paul Danville, frère cadet d’Albert, ferrailleur
- Paul Crauchet : Rollin, notaire bigot et alcoolique repenti
- Michel Robin : Chamond, assureur
- Gérard Darrieu : Maurois, garde-chasse de Sutter
- Françoise Brion : Françoise, épouse de Sutter, maîtresse de Mansart
- Georges Géret : Le braconnier
- Michel Fortin : Le chauffeur de taxi
- Béatrice Costantini : Fernande
- Françoise Giret : l'hôtesse au relais de chasse
- Gisèle Grandpré : l'hôtelière
- Jean-Marie Richier : l'employé de la SNCF

## Autour du film
- C'est le film préféré de l'actrice principale Mimsy Farmer[2].
- Ce film n’est sorti sur support vidéo, en raison d'une question de droits, qu’en version limité combo 4K/Blu-Ray, entierement remasterisé par le distributeur français indépendant Le Chat qui Fume[3].

## Réception critique
Le film reçoit une note de 3,9/5 sur le site Allociné, avec 214 notes et 41 critiques et de 7,2/10 sur le site Imdb, avec 756 avis.
Dans les années 2020, certains critiques en font l’éloge, le sortant d’un certain oubli, relevant la conscience de comportements masculins toxiques conduisant à l’impunité des violeurs et les rapports de domination masculins.